# Lode Runner
Lode Runner ist ein Computerspiel aus dem Jahr 1983, das als Klassiker unter den Plattform-Spielen gilt.

## Spielablauf
Jedes Level besteht aus mehreren Ebenen von Gängen bzw. Plattformen, die mit vertikalen Leitern und horizontalen Kletterstangen miteinander verbunden sind. Angezeigt wird eine Seitenansicht, das komplette Level ist auf dem Bildschirm sichtbar, es findet also kein Scrollen statt. Die Spielfigur muss alle Schätze einsammeln, die sich im jeweiligen Level befinden. Dabei wird sie von zwei bis fünf Gegnern verfolgt. Einziges Hilfsmittel ist eine Art Schaufel (auch als Laserpistole interpretiert), mit der Löcher in den Boden gegraben werden können, die sich nach einiger Zeit wieder schließen. Die Spielfigur kann durch ein solches Loch nach unten springen, ein Verfolger bleibt eine Zeit lang darin stecken. Ist das Loch frisch, kann er sich daraus befreien, andernfalls wird dieser Verfolger eliminiert, und ein neuer Verfolger fällt aus dem oberen Bildrand ins Spiel. In gewissen Bodenstrukturen (Beton) können keine Löcher gegraben werden; meist sind das Stellen, die das Spiel anspruchsvoller machen.
Eine Besonderheit des Spiels war, dass ein Editor (zumindest auf C64) mitgeliefert wurde, auf dem man eigene Level entwerfen konnte.

## Produktionsnotizen
Entwickelt wurde das Spiel von Douglas E. Smith (* 1960; † 2014). Die Vorgängerversion Kong wurde in Fortran und Pascal auf Prime- und VAX-Rechnern geschrieben und verwendete ASCII-Zeichen zur Darstellung. Dann entwickelte Smith eine weitere Version namens Miner in 6502-Assembler für den Apple II, die er zunächst erfolglos verschiedenen Softwarepublishern anbot. Er verfeinerte die Version und kam schließlich mit der Firma Brøderbund ins Geschäft, die Lode Runner ab 1983 für Apple II, Atari 800, C64, SG-1000 und weitere Systeme veröffentlichte.
Lode Runner ist eines der wenigen Spiele, die zunächst auf einem Homecomputer erschienen und danach als Arcade-Spiel; der umgekehrte Weg einer Umsetzung von ursprünglichen Arcade-Spielen für Homecomputer war wesentlich häufiger. Ein Jahr nach dem Erscheinen der Homecomputer-Version von Lode Runner wurde es von der japanischen Firma Irem Corporation lizenziert und als Arcade-Automat herausgebracht. Die Hardware dieses Automaten ist die gleiche wie die für den Kung-Fu-Master-Automaten, nämlich Irem M-62.
In der DDR zählten Lode Runner und dessen ASCII-Varianten Ladder und Leiter zu den bekanntesten Spielen, die auf Bürorechnern von Robotron gespielt wurden.

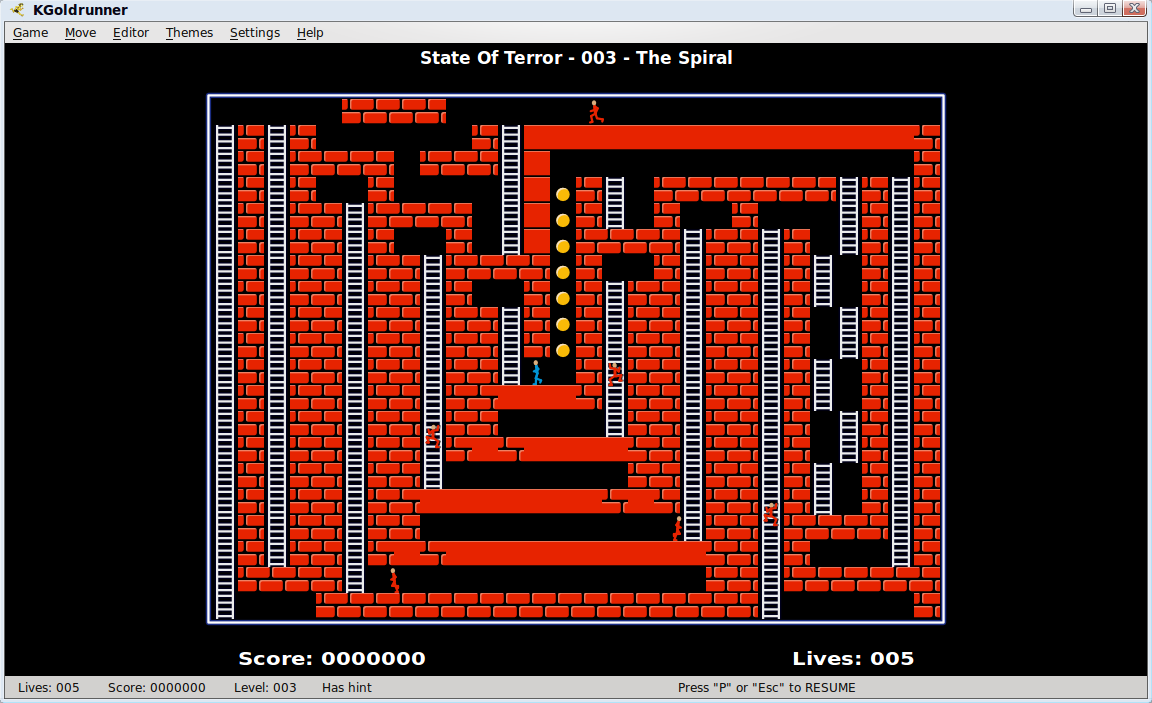
Klon KGoldrunner als Teil von KDE Games

1984 erschien ein direkter Nachfolger des Spiels, Championship Load Runner, der bei identischer Technik 50 neue Levels enthielt.
1994 erschien eine Fortsetzung unter dem Titel Lode Runner: The Legend Returns, entwickelt von der Firma Sierra On-Line. 1995 erschien der dritte Teil der Lode-Runner-Serie unter dem Titel Lode Runner On-Line: The Mad Monks’ Revenge. Dieses Spiel wurde von GT Interactive veröffentlicht und von der Firma Presage entwickelt. 1998 erschien eine 3D-Version des Spieles unter dem Titel Lode Runner II. Dieses Spiel wurde von GT Interactive veröffentlicht und von der Firma Presage entwickelt.
Die Firma Hudson veröffentlichte im Oktober 2006 eine grafisch überarbeitete Version von Lode Runner für den Nintendo DS. Auf einem Bildschirm ist das komplette Level als Übersicht zu sehen, auf einem zweiten Bildschirm das scrollende Spielfeld.
Es gibt auch Klone des Spiels unter dem Namen Mine Runner, unter anderem für den Amiga. Im KDE-Projekt wurde ein Klon unter dem Namen KGoldrunner entwickelt, der auf Linux- und Windows-Rechnern läuft. Mit Emulatoren wie MiniVMac kann auch die Originalversion auf aktuellen Computersystemen gespielt werden. Lode Runner wurde unter dem Namen Lode Runner Classic von Tozai Games für Android-, iOS- und Windows-Phone-Geräte veröffentlicht.

## Versionen
| Jahr      | Name                                    | Publisher            | Plattform | Bemerkung |
| --------- | --------------------------------------- | -------------------- | --- | --- |
| 1983      | Lode Runner                             | Brøderbund           | Amstrad CPC, Apple II, Atari 8-bit, Atari ST, Commodore 64, DOS, J2ME, Mac OS, MSX, NES, PC-88, PC Booter, SG-1000, VIC-20, Wii, WonderSwan, ZX Spectrum | Das Original, zunächst für Apple entwickelt, später portiert. Das Spiel enthält 150 Level und einen Leveleditor.                                                                            |
| 1984      | Championship Lode Runner                | Brøderbund           | Apple II, Atari 8-bit, Commodore 64, MSX, NES, PC-88, PC Booter, SG-1000, Wii                                                                            | Der direkte Nachfolger von Lode Runner. Das Spiel enthält 50 anspruchsvolle Level, die durch Fans des Spieles erstellt wurden.                                                              |
| 1984      | Lode Runner                             | Irem                 | Arcade | Eine Variante des Originalspiels für Arcade-Maschinen, die nur 24 der Level des Originals enthält.                                                                                          |
| 1984      | Lode Runner: The Bungeling Strikes Back | Irem                 | Arcade | Dies ist eine Version für Arcade-Maschinen, die alle 150 Levels des Originals enthält. Daneben kann das Spiel von 2 Spielern abwechselnd gespielt werden und nutzt eine 512-Farben-Palette. |
| 1985      | Lode Runner's Rescue                    | Brøderbund           | Atari 8-bit und Commodore 64 | An das Originalspiel angelehnt, mit 3D-Ansicht. |
| 1985      | Lode Runner: Golden Labyrinth           | Irem                 | Arcade | |
| 1986      | Lode Runner: Teikoku Karano Dasshutsu   | Irem                 | Arcade | |
| 1986      | Lode Runner                             | Tsukada              | Kein Computerspiel, sondern ein Brettspiel. | |
| 1990      | Hyper Lode Runner                       | Tose Co., Ltd        | Game Boy | Eine Version mit 50 Leveln, basiert auf dem Original. |
| 1994      | Lode Runner: The Legend Returns         | Sierra Entertainment | DOS, Sega Saturn | Remake des Originals mit verbesserter Grafik. |
| 1994      | Lode Runner Twin                        | T&E Soft             | SNES | Ein Spiel für Spielkonsolen im Anime-Stil. |
| 1995      | Lode Runner Online: Mad Monks' Revenge  | Sierra Entertainment | Windows, Mac OS | |
| 1997      | Lode Runner Extra                       | Patra                | Sega Saturn | Eine Version von Lode Runner: The Legend Returns mit 110 neuen Levels; nur in Japan erschienen.                                                                                             |
| 1998      | Lode Runner 2                           | Presage Software     | Windows | Spiel mit isometrischer Perspektive. |
| 1999      | Lode Runner 3-D                         | Big Bang             | Nintendo 64 | |
| 1999      | Power Lode Runner                       | Nintendo             | NES | |
| 2000      | Lode Runner: The Dig Fight              | Psikyo               | Arcade | |
| 2007      | Battle Lode Runner                      | Nintendo             | | |
| 2008      | Lode Runner                             | Hudson Soft          | iPod | Das Original für den iPod. |
| 2009      | Lode Runner                             | Tozai Games          | Xbox 360 | Remake mit 3D-Grafik, neuen Modi, Mehrspielermodus, Leveleditor. |
| 2012–2013 | Lode Runner Classic                     | Tozai Games          | Android, iOS, Windows Phone | Dicht am Original. Portierung für mobile Geräte mit einigen Erweiterungen. |
| 2013–2016 | Lode Runner Total Recall                | Simon Hung           | Browser, HTML5 | Open Source, dicht am Original. |
| 2020–2021 | Mad Monks' Revenge - Definitive Edition | Quark Robot          | Windows, MacOS, Linux | Clone des Originals von 1995, Gratis, Closed Source. |

## Rezeption
Die US-amerikanische Computer Gaming World verwies darauf, dass das Platformer-Genre mit Spielen wie Apple Panic, Beer Run, Canyon Climber und Crisis Mountain in der (damals) jüngsten Zeit eigentlich schon genug Vertreter hervorgebracht hätte. Durch die stark unterschiedlichen Level und das für einen Spielerfolg notwendige strategische Denken setzte es sich aber von den eher action-lastigen Vergleichstiteln ab. Redakteur John Besnard lobte explizit die intuitive Handhabung des eingebauten Editors.